# Population (statistik)
I statistik er en population en mængde af størrelser, om hvilke der skal foretages slutninger, oftest på baggrund af en stikprøve. Kriterierne for udvælgelsen af respondenter er et væsentligt emne indenfor spørgeundersøgelsesmetodologi. Populationen vil typisk være befolkningen i en nation, men kan også være en mere specifikt afgrænset gruppering. En forudsætning for at kunne afgrænse populationen er officielle registreringer, som typisk er lagret i databaser. Den danske cpr-registrering er et eksempel på en officiel registrering.
| Matematik | Spire Denne artikel om matematik er en spire som bør udbygges. Du er velkommen til at hjælpe Wikipedia ved at udvide den. |